# Noel Törnqvist
Noel Max Joachim Törnqvist, född 1 februari 2002, är en svensk fotbollsspelare som spelar för Mjällby AIF.

## Klubblagskarriär
Noel Törnqvists moderklubb är Snöstorp Nyhem FF, vilka han tidigt lämnade för Halmstads BK. Inför säsongen 2018, blott två år efter att han blivit målvakt permanent, lämnade den 16-årige Törnqvist HBK för IS Halmia med motiveringen att han ville spela A-lagsfotboll.
Under debutsäsongen i IS Halmia var Törnqvist reservmålvakt men när Malte Påhlsson därefter lämnade för Halmstads BK tog Törnqvist över som förstemålvakt. Totalt stod han 22 av 26 matcher när IS Halmia slutade på en sjundeplats i Division 2 Västra Götaland 2019. Den 17-årige Törnqvist blev även nominerad till säsongens målvakt, ett pris som vanns av Robin Streifert i Ängelholms FF.
Efter säsongens slut såldes Noel Törnqvist till allsvenska nykomlingen Mjällby AIF, i en affär som var den största IS Halmia varit involverade i på 20 år. Under åren innan flytten till Blekinge hade Törnqvist provspelat med klubbar som Hellas Verona, Leeds United, Sampdoria och Watford.
Den 7 februari 2020 debuterade Törnqvist för Mjällby AIF i träningsmatchen mot Kalmar FF. Det blev inga allsvenska framträdanden under säsongen men den 30 september 2020 fick han tävlingsdebutera, i 5-0-segern mot Assyriska BK i Svenska Cupen.
Inför säsongen 2021 lånades Törnqvist ut till AFC Eskilstuna i Superettan. Han debuterade i landets näst högsta serie i 1-2-förlusten mot Norrby IF den 23 maj 2021. I juli 2022 förlängde Törnqvist sitt kontrakt i Mjällby fram över säsongen 2026. I april 2025 förlängde Törnqvist sitt kontrakt fram till och med 2028.

## Landslagskarriär
Noel Törnqvist debuterade i Sveriges P17-landslag i 3-1-segern mot Tjeckien den 10 oktober 2019. Året därpå blev han inkallad till P18-landslaget men landskamperna ströks på grund av coronapandemin. I oktober 2021 blev Törnqvist uttagen till P20-landslaget men blev kort därpå uppflyttad till U21-landslaget efter att Daniel Strindholm lämnat återbud till EM-kvalet mot Montenegro och Italien.

## Statistik
| Klubb                | Säsong             | Liga                       | Liga    | Liga | Nationell cup | Nationell cup | Totalt  | Totalt |
| Klubb                | Säsong             | Division                   | Matcher | Mål  | Matcher       | Mål           | Matcher | Mål    |
| -------------------- | ------------------ | -------------------------- | ------- | ---- | ------------- | ------------- | ------- | ------ |
| IS Halmia            | 2018               | Division 2 Västra Götaland | 0       | 0    | 0             | 0             | 0       | 0      |
| IS Halmia            | 2019               | Division 2 Västra Götaland | 22      | 0    | 0             | 0             | 22      | 0      |
| IS Halmia            | Totalt             | Totalt                     | 22      | 0    | 0             | 0             | 22      | 0      |
| Mjällby AIF          | 2020               | Allsvenskan                | 0       | 0    | 1             | 0             | 1       | 0      |
| Mjällby AIF          | 2022               | Allsvenskan                | 1       | 0    | 1             | 0             | 2       | 0      |
| Mjällby AIF          | 2023               | Allsvenskan                | 6       | 0    | 6             | 0             | 12      | 0      |
| Mjällby AIF          | Totalt             | Totalt                     | 7       | 0    | 8             | 0             | 15      | 0      |
| AFC Eskilstuna (lån) | 2021               | Superettan                 | 10      | 0    | 4             | 0             | 14      | 0      |
| Totalt i karriären   | Totalt i karriären | Totalt i karriären         | 32      | 0    | 5             | 0             | 37      | 0      |